# Franz Josef Schöningh

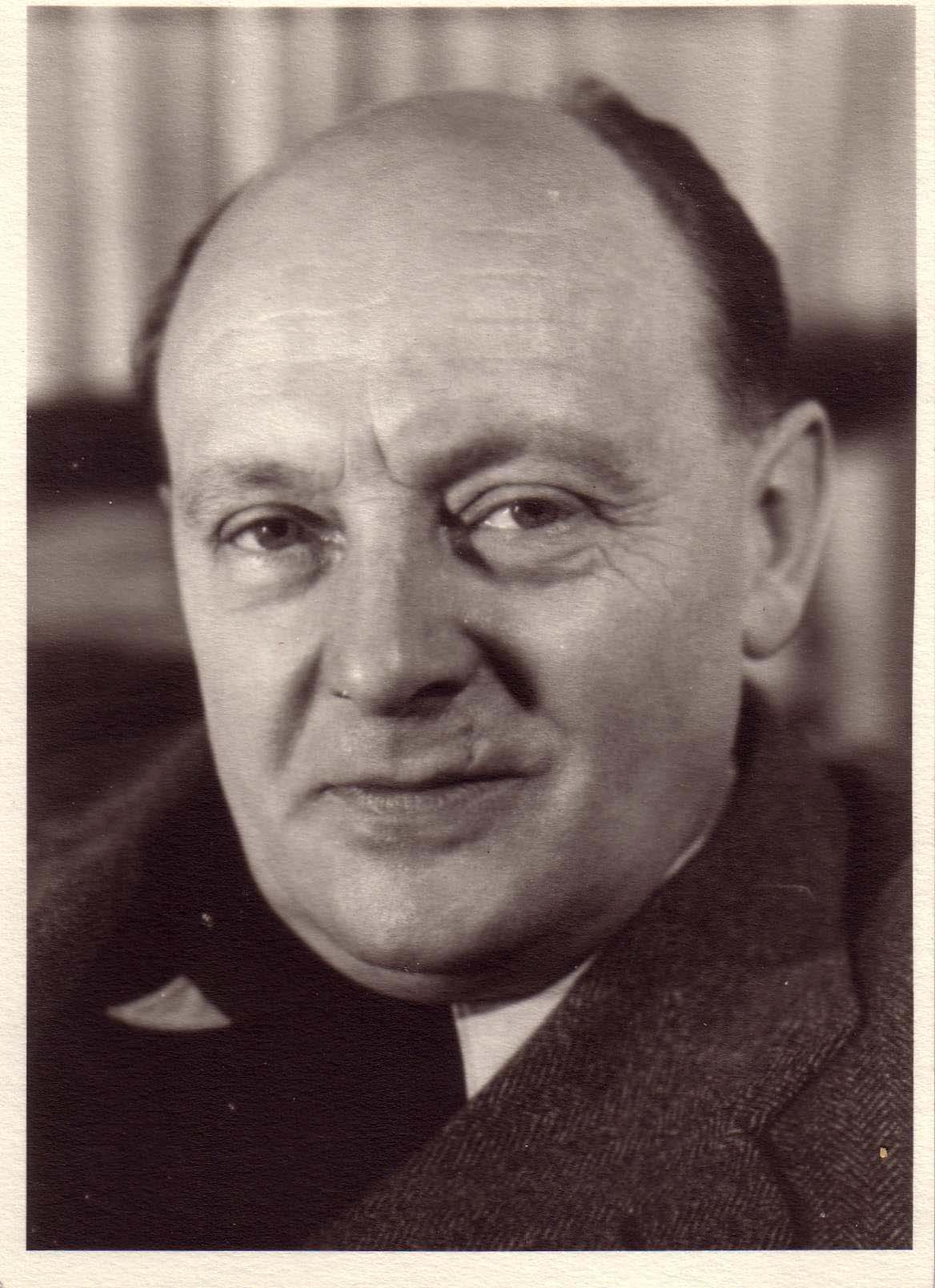
Franz-Josef Schöningh (1958)

Franz Josef Schöningh (* 25. Juli 1902 in Paderborn; † 8. Dezember 1960 in München) war ein deutscher Publizist, Verlagsleiter und Gesellschafter des Süddeutschen Verlags. Seit 1935 war er Redakteur und seit 1939 bis zu ihrem Verbot 1941 Hauptschriftleiter der Zeitschrift Hochland. Von 1942 bis 1944 amtierte Schöningh als stellvertretender Kreishauptmann der deutschen Zivilverwaltung in Sambor im besetzten Polen und in Tarnopol in der Ukraine. 1945 wurde er Mitbegründer der Süddeutschen Zeitung und gilt als Erfinder ihrer Kolumne Streiflicht. Von 1946 bis zu seinem Tod wirkte er als Herausgeber der wiedergegründeten Zeitschrift Hochland.

## Leben
Der Sohn des Verlagsbuchhändlers Josef Schöningh und Enkel des Verlags- und Zeitungsgründers Ferdinand Schöningh machte nach dem Besuch der Volksschule und des Gymnasiums in Paderborn das Abitur und studierte anschließend Wirtschaftswissenschaften an den Universitäten Freiburg, Berlin und München. In München wurde Schöningh Mitglied der katholischen Studentenverbindung K.St.V. Rheno-Bavaria im KV. Schöningh blieb mit Mitgliedern dieser führenden katholischen Studentenverbindung in München, bei der er sich sehr wohl fühlte und die „gut zu Schöninghs Sozialisation passte“, zeit seines Lebens in Kontakt. So gewann er Hugo Lang, der religiöse und sozialpolitische Tagungen der Verbindung im Kloster Ettal durchführte, ab 1935 als Beiträger für die Zeitschrift Hochland, für die der spätere Abt der Benediktiner Klosterkirche St. Bonifatius in München auch nach der Wiedergründung der Zeitschrift 1946 noch schrieb. 1926 promovierte Schöningh bei Jakob Strieder mit einem Beitrag zur deutschen Wirtschaftsgeschichte des 16. und 17. Jahrhunderts zum Dr. oec. publ. Von 1928 bis 1930 hielt er sich in Berlin auf, um Schauspieler zu werden, und hatte Engagements in kleineren Rollen am Theater am Schiffbauerdamm. Im Februar 1932 kehrte Schöningh nach München zurück und wurde, wohl in der Absicht, sich zu habilitieren, an der Universität München wissenschaftlicher Assistent für Wirtschaftsgeschichte.
Am 3. Juni 1929 heiratete er in Kassel Irmgard Wegner (5. Dezember 1908 – 14. November 1967), die an der Münchner Hochschule für Musik studiert hatte. Das einzige Kind aus dieser Verbindung, Tochter Karen, wurde am 5. Juli 1930 in Berlin geboren. Bereits sechs Wochen danach trennte sich Irmgard von Schöningh und reichte die Scheidung ein, die 1932 rechtskräftig wurde. 1939 heiratete das Paar ein zweites Mal und lebte bis 1941 erneut zusammen, die Scheidung erfolgte 1946. Irmgard Schöningh war bereits vor ihrer ersten Heirat Kommunistin, 1946 wechselte sie in die SBZ und machte in der DDR im Bereich von Bildung und Kultur Karriere.

### Zeit des Nationalsozialismus
In seinem Tagebuch hielt der junge Schöningh fest, wie er diese Zeit der nationalsozialistischen Herrschaft einschätzte. So notierte er am 16. Januar 1934:
„Wann werden die Fieberträume dieses Volkes vorüber sein, wann werden die Spukgestalten sich in das Nichts auflösen, das sie sind? Wann wird dieses Volk sich schütteln in der Erinnerung an diese Gestalten, die aus seinen wüsten Träumen emporstiegen: sadistische Kobolde, heulende Wolfsmenschen, Narren, Shakespearsche Narren, nur ohne Tiefe? Wann wird dieses Volk sich erheben von seinem Lager aus Elend und Not und Abschütteln diese Albträume.“
Als wissenschaftlicher Mitarbeiter Jakob Strieders arbeitete Schöningh an der Ausstellung „Die Straße“ mit, die von Juni bis September 1934 im Deutschen Museum in München stattfand. Initiatoren der Ausstellung waren Adolf Hitler und Fritz Todt in seiner damaligen Funktion als Generalinspekteur für das deutsche Straßenwesen. Als Hitler am 9. August mit Todt die Ausstellung besuchte, geleitete Schöningh sie im Auftrag seines Universitätsinstituts durch die historischen Abteilungen, wie ein Bericht der Münchner Neuesten Nachrichten am Folgetag vermerkte. Schöningh fertigte über Hitler noch am selben Tag folgende Tagebuchnotiz an:
„Somnabuler. Ohne Beziehung zu Dingen und Menschen: fixe Idee, die vorwärts treibt, beiseite schiebt, vernichtet, bis sie am ehernen Widerstand zerschellt. Niemals wird es hier eine Anekdote geben. Völlige Einsamkeit. Ohne Misstrauen nur gegen kleine Leute, daher wüstes Geschwerl als Gefolge. Unheimlich ist seine Art, auf ein niemandem bekanntes Ziel ununterbrochen loszusteuern. Deshalb wahrscheinlich kein Ende ohne Erschütterungen. Man kann nur entschlossen beiseite treten oder mitlaufen. […] Ich erinnere mich an eine Kinderlokomotive, die wir ohne Gleise im Spielzimmer laufen liessen. Sie schnurrte unaufhaltsam […] bis die Feder abgelaufen.“
Warum Schöningh seine 1932 begonnene Habilitationsschrift nicht beendete, ist nicht bekannt. Bis zum 1. März 1935 blieb er als Assistent am Lehrstuhl für Wirtschaftsgeschichte der Münchener Universität angestellt. In den Fragebögen zur Entnazifizierung begründete er sein Ausscheiden aus der Universität damit, er habe diesen Schritt getan, „um keinen Eid auf Hitler schwören zu müssen“.

#### Redakteur der ZeitschriftHochland(1935–1941)
Im Jahre 1935 trat Schöningh unter Carl Muth in die Redaktion der katholischen Münchner Zeitschrift Hochland ein, die auf der Grundlage katholischen Denkens eine deutlich distanzierte Haltung zum Nationalsozialismus vertrat und Autoren der inneren Emigration die Möglichkeit zur Publikation gab. Von 1939 bis 1941 war Schöningh Hauptschriftleiter der Zeitschrift.
Die Haltung der Zeitschrift Hochland zum Nationalsozialismus wird unterschiedlich bewertet. Für Konrad Ackermann war sie „die bedeutendste Zeitschrift des geistigen Widerstandes“. Alle maßgeblichen Mitarbeiter hätten das nationalsozialistische Regime abgelehnt, auch wenn dies bei Schöningh „etwas umstritten“ sei. Zugleich verweist er aber darauf, dass Mitarbeiter Schöninghs dessen Ablehnung des Nationalsozialismus bestätigten. Norbert Frei attestiert der Zeitschrift, „eine für Eingeweihte erkennbar ablehnende Position“ eingenommen zu haben, die vom Regime nicht unbemerkt geblieben sei. Vielmehr habe es den Anschein, als ob der „– in der späteren Historiographie oft überbewertete – ‚geistige Widerstand‘ bewußt belassen“ worden sei, um ein als nicht allzu gefährlich erachtetes oppositionelles Potential zu kanalisieren. Der Journalist Peter Köpf verweist darauf, dass in der Zeitschrift die „Kriegsschuldlüge“ und der Anschluss Österreichs propagiert worden seien. Das Hochland und sein Hauptschriftleiter Schöningh seien „nationalen und durchaus militärischen Geistes“ gewesen, dem Zeitgeist entsprechend, aber mit leiseren Tönen als anderswo. In seinen Beiträgen positionierte sich Schöningh auch wiederholt in Distanz zur Verfassung der Weimarer Republik, deren parteienstaatliche Ordnung des Korrektivs einer stärkeren Gewichtung des Katholizismus als staatstragender Kraft bedürfe. Insgesamt hätten Muth und Schöningh, so Schöninghs Biograph Knud von Harbou, einem vermeintlich von Liberalismus und Sozialismus geprägten Zeitgeist die „katholische Weltanschauung“ entgegengehalten. Während des Nationalsozialismus hätten sowohl Schöningh als auch sein Vorgänger bis 1935 „in einer spezifischen Historiografie die wirkungsmächtigste Waffe“ gesehen, „um die NS-Ideologie zu schädigen. Die Autoren der genannten Jahrgänge schreckten nicht davor zurück, sogar zeitgeschichtliche Analogien als Medium der Kritik gegen System und Ideologie einzusetzen.“ Hochland wurde nach mehrmaligen Teilverboten schließlich 1941 ganz eingestellt.

#### Stellvertretender Kreishauptmann der Zivilverwaltung im besetzten Polen und in der Ukraine (1942–1944)
Schöningh drohte jetzt die Einberufung zur Wehrmacht. Er entging diesem Schicksal durch eine Anstellung bei der deutschen Zivilverwaltung im besetzten Polen. Dort war er von 1942 bis 1944 im Distrikt Galizien des Generalgouvernements stellvertretender Kreishauptmann unter seinem Chef, dem Kreishauptmann Mogens von Harbou, zunächst im Kreis Sambor, ab März 1942 im Kreis Tarnopol – Tarnopol gehörte seit 1939 zur Ukrainischen Sozialistischen Sowjetrepublik. Mogens von Harbou war über seine erste Frau Marie Luise von Hammerstein Schwiegersohn des früheren Chefs der Heeresleitung, General Kurt von Hammerstein-Equord, Marie Luise war zugleich eine Freundin von Schöninghs Frau Irmgard Wegner. Beide Frauen standen der KPD nahe. Wie Knud von Harbou berichtet, habe Hammerstein seinem Vater, „verkürzt gesagt, zu Kriegsbeginn zu dieser vermeintlich ‚harmlosen Verwaltungstätigkeit’ geraten“. Möglicherweise kam Schöningh, der auf Vermittlung Harbous eingestellt wurde, aus ähnlichen Erwägungen in seine Stellung.
Für die dienstliche Beteiligung Schöninghs an verbrecherischen Maßnahmen der deutschen Besatzung in Ostgalizien gibt es bisher fast nur indirekte, wenngleich plausible, Hinweise. Das ist darauf zurückzuführen, dass einerseits bisher kaum Aktenfunde hierzu vorliegen, gleichwohl aber die aktive Rolle der Kreishauptleute bei den „Judenaktionen“ grundsätzlich bekannt ist und andererseits umfangreiche Unterlagen aus dem Besitz Schöninghs nicht mehr verfügbar sind: So hatte er zu Kriegsende ganze Kisten von Dokumenten nach Deutschland verbracht und auf seinem Gut bei Deixlfurt versteckt. Das war Mitgliedern der befreundeten Familie von Jordan gut bekannt. Als im Mai 1945 die Entdeckung dieser Kisten durch Besatzungssoldaten drohte, soll Schöningh geäußert haben: „Wenn die das finden, bin ich geliefert!“ Zu seinem Nachlass gehörte zwar noch ein Koffer voller Dokumente, darin fehlten aber gerade aus der Zeit zwischen Juli 1942 und August 1943, als in seinem Distrikt durch die Besatzungsmacht besonders viele Unrechtstaten stattfanden, jegliche Aufzeichnungen. Um mittels der noch verfügbaren Briefdokumente vom Januar bis März 1942 an seine Frau und damals elfjährige Tochter Karen Schöninghs Tätigkeit analysieren zu können, „müssen im Wege einer analogen Quelleninterpretation gesicherte Erkenntnisse der neuesten Forschung über das Generalgouvernement herangezogen werden“.
Schöningh traf im Dezember 1941 zunächst als Gast Harbous besuchsweise in der Stadt Sambor ein. Die Stadt Sambor hatte 1939 20.000 Einwohner, davon etwa 8.000 Juden. Im Winter 1941/42, seit Februar 1942 unter Schöningh als Stellvertretendem Kreishauptmann, wurden alle arbeitsfähigen jüdischen Männer in Zwangsarbeitslager deportiert, wo sie zu Straßenbauarbeiten eingesetzt wurden. In einem Brief an seine Frau Irmgard schrieb Schöningh am 24. Februar 1942 aus Sambor:

„Heute hatte ich Freude. Da M. [= Mogens von Harbou] mir die delikate Judenumsiedlung im Vertrauen auf meine Fingerspitzen anvertraut hat, hab ich sie halt angepackt. So etwas ist schwer, wenn ein Drittel der Bevölkerung aus Juden besteht, die Stadt denkbar verbaut ist, so dass geschlossene Viertel schwer, eigentlich gar nicht geschaffen werden können. Aber aus demselben Grunde ist die Bildung rein nichtjüdischer Viertel ebenfalls beinahe unmöglich […] ich muß Dir manches erzählen, es würde hier zu weit führen; […] ohne Grausamkeit, wenn auch mit Härte wird das Ziel erreicht.“

Zum 1. März 1942 wechselten Kreishauptmann Mogens von Harbou und sein Stellvertreter Schöningh in das doppelt so große Tarnopol. Während die Kreishauptmannschaften über die geplanten „Judenaktionen“ meist im Voraus informiert wurden, ist dies für Tarnopol fraglich. Hier, so der Historiker Dieter Pohl, „scheint Sipo-Chef Müller den Kreishauptmann Harbou von den Judenmorden eher ferngehalten zu haben, er pochte hier auf seine ausschließliche Kompetenz“. Aus dem dort schon bestehenden Ghetto wurden zwischen September 1941 und Juni 1943 ca. 25.000 Juden ins Vernichtungslager Belzec deportiert. Neben anderen „Judenaktionen“ wurden am 23. März 1942 630 Juden, darunter die jüdischen Kinder aus dem örtlichen Waisenhaus, von der Sicherheitspolizei vor der zerstörten Synagoge ermordet. Obwohl Schöningh daran nicht direkt beteiligt war, kann ihm das nicht verborgen geblieben sein. Insbesondere im Hinblick auf die Deportationen in Vernichtungslager arbeiteten Zivilverwaltung und Sicherheitspolizei grundsätzlich zusammen. Dieter Pohl bezeichnet als Kernmerkmal dieser Kooperation direkte „Mordaktionen der Sicherheitspolizei und indirekte Vernichtungsmaßnahmen der Zivilverwaltung“. Als stellvertretendem Kreishauptmann oblag es Schöningh, die Verbindung zu den Polizeibehörden zu pflegen, zudem unterstand ihm die für die Verwaltungsexekutive eigens geschaffene, aus „Volksdeutschen“ rekrutierte Hilfspolizei. Weiterhin war er für das Gesundheitswesen und die Ordnung des Straßenverkehrs zuständig. Vor den „Judenaktionen“ fanden üblicherweise Besprechungen zwischen Vertretern der Sicherheitspolizei und den Spitzen der zivilen Verwaltung statt, da Ghettoräumungen einen erheblichen Eingriff in das Wirtschaftsleben der Stadt darstellten. Den Kreishauptleuten oblag die Festlegung der Straßenzüge, die „geräumt“ werden sollten. Im Falle von Massenerschießungen mussten der Baudienst oder die Hilfspolizei Gruben ausheben. Schöningh, dem in Tarnopol Hilfspolizei und Baudienst unterstanden, war also von seinen Tätigkeitsfeldern her strukturell in diese Abstimmungsprozesse eingebunden.
Jedenfalls hatte der Heinrich Himmler unterstellte SD im sog. Schenk-Bericht von Mai 1943, den er während der Dienstzeit Schöninghs in Tarnopol an das Reichssicherheitshauptamt (RSHA) gesandt hatte, zwar Einiges an Schöningh und von Harbou auszusetzen, er lobt aber, dass

„der Kreis Tarnopol nicht nur der wichtigste Kreis des Distrikts ist. […] Harbou […] und Schöningh […] haben in ihrer fachlichen Arbeit, das heißt in Erfüllung der reichswichtigen Aufgaben und der Führung der nichtdeutschen Bevölkerung bewiesen, daß sie über ein überdurchschnittliches Format verfügen.“

Viele Angaben Schöninghs über seine Zeit in Ostgalizien haben sich als bewusste Lüge oder doch Halbwahrheit erwiesen. Der vorgenannte Schenk-Bericht an das RSHA enthält allerdings auch die detaillierte Schilderung einer Aktion privaten Widerstands zu Gunsten von Juden durch Schöningh und von Harbou, die damals mit der Todesstrafe zu ahnden war: Demnach hatte Schöningh zusammen mit Mogens von Harbou in Tarnopol die vierköpfige jüdische Familie des Jindrich [Heinrich] Bronner nicht vorschriftsgemäß gemeldet, sondern sie vor dem Zugriff bewahrt, bis sie in die russisch besetzten Südkarpaten fliehen konnte. Von dort aus meldete sie sich im Januar 1943 bei Schöningh. Dan Georg Bronner, Sohn der geflohenen jüdischen Familie, ergänzte 2008 die Angaben im Schenk-Bericht durch weitere Details.
Des Weiteren machte Schöningh geltend, er habe „Hunderte von Menschen vor der Verschickung bewahrt“, indem er sie als unabkömmlich für die Wirtschaft des Distrikts oder als untauglich für Zwangsarbeit erklärte. Bezüglich letzterer wurde die Angabe Schöninghs 1951 durch die Aussage des 1942 geretteten Dan Heinrich Bronner bestätigt:

„Ich kann bezeugen, daß Dr. Schöningh mit eigener Lebensgefahr unseren Glaubensgenossen half, den Häschern der Gestapo zu entkommen“

Hiermit stimmt das Verhalten des Landesrabbiners in München Aaron Ohrenstein anlässlich seines Antrittsbesuchs 1948 bei Schöningh überein. Er war zur Zeit Schöninghs in Tarnopol Mitglied des dortigen jüdischen Gemeinderats gewesen. Ohrenstein sprach Schöningh zwar auf diese gemeinsame Zeit an und setzte Ernst Müller-Meiningen jr., damals Mitglied der Politik-Redaktion der Süddeutschen Zeitung, über die Deportation der Juden Tarnopols in die Vernichtungslager in Kenntnis. Ohrenstein erhob aber weder damals noch später Beschuldigungen gegen Schöningh. Vielmehr erklärte Ohrenstein 1951, dass seitens der Israelitischen Kultusgemeinde „keine Bedenken gegen Schöningh mehr bestünden“.
Nach dem Tod Schöninghs wurde die Verschleierung seiner Tätigkeit in Ostgalizien fortgesetzt. In einem Nachruf anlässlich eines Requiems am 13. Dezember 1960 hieß es: „In der zivilen Militärverwaltung tätig, nutzte er die erzwungene Muße zur Vorbereitung jener Aufgaben, die nach der zu erwartenden Katastrophe der Lösung harrten“.
Während seiner Tätigkeit in Tarnopol betätigte sich Schöningh unter dem Pseudonym Walter Vonnegut journalistisch; so wurden seine Berichte „Auf den Seen Podoliens“ im Dezember 1942 und „Podolische Winde“ im März 1943 in der Frankfurter Zeitung veröffentlicht. Schöninghs Großmutter  Johanna Lagemann war eine geborene Vonnegut. Ihr Bruder Clemens Vonnegut ist der Urgroßvater des US-amerikanischen Schriftstellers Kurt Vonnegut und des Meteorologen Bernard Vonnegut.
Ab Januar 1944 wurde Schöningh, nachdem Ostgalizien von der Roten Armee zurückerobert worden war, auf verschiedenen Posten eingesetzt. Er war unter anderem von Juli bis September 1944 als Beauftragter für Flüchtlingsfragen bei der deutschen Gesandtschaft in Budapest tätig, blieb aber auch nach offizieller Beendigung dieser Tätigkeit noch bis November in Ungarn. Von dort kehrte er für kurze Zeit in das besetzte Polen zurück und schlug sich über Wien, Hallein bei Salzburg nach Prien bzw. zu seiner Jagdhütte durch, wo er sich nachweislich des Tagebuchs seiner Tochter bereits im Januar 1945 aufhielt. Dort erschienen am 28. April 1945 amerikanische Soldaten. Nachdem Wilhelm Hausenstein, mit dem Schöningh seit den 1930er Jahren befreundet war, von den Amerikanern die Chefredaktion einer neu zu gründenden Zeitung angetragen worden war, schlug dieser an seiner Stelle Schöningh vor. Infolgedessen kam es im Frühjahr 1945 zu einem Treffen bei Hausensteins in Tutzing.

### Nachkriegszeit
Nach dem Krieg wurde Schöningh neben August Schwingenstein und Edmund Goldschagg einer der Gründer der Süddeutschen Zeitung. Der Vertreter der amerikanischen Militärbehörden, Alfred Toombs, stand einer Lizenzvergabe an Schöningh wegen dessen Tätigkeit als Hauptschriftleiter bei der Zeitschrift Hochland zunächst skeptisch gegenüber. Nach Knud von Harbous Darstellung war Thoombs (so seine Schreibweise des Namens) als Chef der Intelligence Section der Information Services Division in Bad Homburg strikt gegen die Erteilung der Lizenz an Schöningh, doch seien die Gründe für diese Haltung nicht zu klären. Ob er von der Tätigkeit Schöninghs als stellvertretender Kreishauptmann in Sambor und Tarnopol gewusst habe, sei unbekannt. Der Tatbestand der „rein formale[n] Belastung wegen seiner Amtsstellung“, wäre nach den Maßstäben des US Intelligence Service „für eine Versagung der Lizenz ausreichend gewesen“. Um die Lizenz zu erhalten, legte Schöningh den alliierten Militärbehörden einen vermutlich zwischen April und Juni 1945 geschriebenen Bericht zu seiner Tätigkeit in Tarnopol vor, in dem er seine Funktion als stellvertretender Kreishauptmann nicht explizit benannte, sondern sich als mit „der Aufgabe eines vertrauten Privatsekretärs“ betrauten Menschen bezeichnete, der in seiner Funktion „auf die Behandlung der Juden überhaupt keinen Einfluss“ gehabt habe. Für die Lizenzvergabe an Schöningh war schließlich das Votum des Gebietsleiters der Chief Press Control Section für die Presse in München und Oberbayern, Joseph Dunner, ausschlaggebend. Bei diesem hatte sich nicht nur Hausenstein, sondern auch Kardinal Faulhaber als Gewährsmann für Schöninghs Integrität verwendet. Zunächst war Schöningh von Dunner auch für die Position des Chefredakteurs der Süddeutschen Zeitung vorgesehen, doch dann entschied man sich für Edmund Goldschagg, weil – so Dunner – Schöningh „kein Typ des Chefredakteurs [war]“, aber „sicher gut den kulturpolitischen Teil der Zeitung leiten und sich der Feuilletonredaktion widmen konnte“. Als Chefredakteur wurde Goldschagg Schöningh vorgezogen, weil dieser „klarere politische Vorstellungen hatte“.
Gleich in seinem ersten Artikel „Lohnt es sich noch zu leben?“ in der Erstausgabe der SZ vom 6. Oktober 1945 vertrat er die These von dem „allzu leicht verführbaren deutschen Volk“, dem erfolgreich suggeriert worden sei, „daß bis zum Regierungsantritt Hitlers das Leben in Deutschland eine Hölle gewesen sei“, klammerte aber wie auch später den deutschen Angriffskrieg und die Judenvernichtung aus. Schöningh war einer der Erfinder der SZ-Kolumne Streiflicht, die er mehrfach nutzte, um eine Art „Kollektivunschuld“ des deutschen Volkes zu verkünden, zum Beispiel als er am 2. September 1948 dort schrieb: „So wurde ein Volk zur Schlachtbank geführt, das wie jedes andere nur den Frieden gewünscht hätte, wenn man es nicht grenzenlos belogen hätte.“
Dem unter dem Aliasnamen Peter Grubbe untergetauchten Kreishauptmann Claus Peter Volkmann half er 1946 bei dessen journalistischem Neuanfang. Im Spruchkammerverfahren gegen Joachim Nehring trat Schöningh im Oktober 1950 als Zeuge der Verteidigung auf, was allerdings seine eigene Zeitung in ihrer Prozessberichterstattung verschwieg. Er beteiligte sich aus eigennützigen Motiven an der Behinderung einer wirksamen Aufklärung und stellte auf dem Briefpapier der Süddeutschen Zeitung im Oktober und November 1945 Entlastungsschreiben für Mogens von Harbou und dessen Vorgänger als Kreishauptmann in Tarnopol Gerhard Hager aus. Privat sorgte Schöningh nach dem Selbstmord seines ehemaligen Vorgesetzten im Jahr 1946 für Harbous Witwe Lili und deren drei Kinder, darunter Knud von Harbou, und pflegte von 1950 bis 1955 eine Lebensgemeinschaft mit ihr. Im Prozess gegen den ukrainischen Bürgermeister der Kleinstadt Trembowla, der mit den Deutschen aus der Ukraine geflohen war und wegen konkreter Verbrechen an Juden seiner Gemeinde beschuldigt worden war, folgte das Landgericht München I 1948 „insbesondere“ der Zeugenaussage Schöninghs, dass die Belastungszeugen „unglaubwürdig“ seien, und sprach den Funktionsträger frei.
Parallel zu seiner Mitherausgeberschaft der Süddeutschen Zeitung wirkte er ab 1946 als Herausgeber der wiedergegründeten Zeitschrift Hochland, wo er auch selbst zu Themen wie christlicher Politik und Konservatismus schrieb. Er gewann jüngere Autoren für die Zeitschrift, darunter Joseph Ratzinger, Robert Spaemann, Ernst-Wolfgang Böckenförde und Hans Blumenberg. Der im Februar 1961 erschienene Aufsatz Böckenfördes Der deutsche Katholizismus im Jahr 1933. Eine kritische Betrachtung war von dem bereits schwer erkrankten Schöningh noch geprüft und zum Abdruck freigegeben worden. Der heftig diskutierte Aufsatz setzte einen wichtigen Impuls zur Erforschung der katholischen Zeitgeschichte, insbesondere in der 1962 gegründeten Kommission für Zeitgeschichte.
Schöningh gehörte am 28. August 1949 zu den Gründungsmitgliedern der Deutschen Akademie für Sprache und Dichtung (DASD). Ab 1954 war er außerordentliches Mitglied der DASD.
Im Dezember 1960 starb Schöningh in einem Münchner Krankenhaus an Lungenkrebs.

## Schriften
- Die Rehlinger von Augsburg. Ein Beitrag zur deutschen Wirtschaftsgeschichte des 16. u. 17. Jahrhunderts. Schöningh, Paderborn 1927. (Digitalisat im Internet Archive)
- Friedrich List (= Colemans kleine Biographien; H. 29). Coleman, Lübeck 1933; Feldpostausgabe 1944.
- Kritiker der Kirche: Carl Muth. In: Kritik an der Kirche. Kreuz-Verlag, Stuttgart 19XX, S. 292–300.
- Karl Ludwig Bruck und die Idee „Mitteleuropa“. In: Historisches Jahrbuch. Alber, München 1936, ISSN 0018-2621 [ZDB-ID 2562-8], S. [1]–14.
- Ketteler. In: Hochland. Bd. 31 (Oktober 1933), S. 1–18.